# Silberspitzen-Mausohr
Das Silberspitzen-Mausohr (Myotis albescens) ist eine Fledermausart aus der Familie der Glattnasen (Vespertilionidae), welche in Zentral- und Südamerika beheimatet ist.

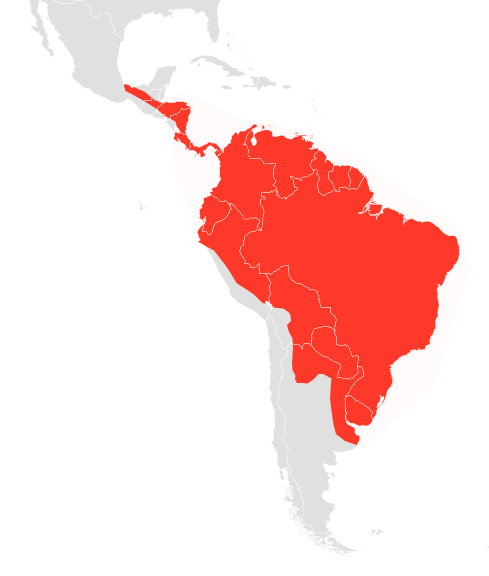
Verbreitungsgebiet des Silberspitzen-Mausohrs

## Beschreibung
Das Silberspitzen-Mausohr ist ein mittelgroßes Mausohr mit einem durchschnittlichen Gewicht von 6 g. Das Fell ist lang (> 4 mm) und seidig. Die Grundfarbe ist dunkelbraun bis schwarz. Der lateinische Artname albescens bezieht sich auf die weißen Haarspitzen am Rücken und das weißliche Bauchfell. Die Schwanzflughaut ist nur schwach behaart.

## Lebensweise
Das Silberspitzen-Mausohr findet man häufig in Gebäuden und anderen Bauwerken. Die natürlichen Schlafplätze befinden sich unter Baumrinde, in hohlen Bäumen und Baumlöchern, sowie in Felsspalten und Höhlen. Die Tiere können ihre Schlafplätze mit anderen Arten wie Eptesicus furinalis, dem Schwarzen Mausohr (Myotis nigricans), Molossus sinaloae und Arten der Gattung Molossops, Eumops und Tadarida teilen. Die Kolonien bestehen aus Weibchen und Männchen, selten findet man Einzeltiere.
Das Silberspitzen-Mausohr hält keinen Winterschlaf, kann jedoch in den kühleren Jahreszeiten mit Temperaturen zwischen 5 und 25 °C tagsüber in Torpor gehen.
Die Art ist ein langsam fliegender Insektenfresser. Das Nahrungsspektrum umfasst verschiedene Käfer, Zweiflügler und Schmetterlinge, jedoch wurden im Magen auch schon Gräten von kleinen Fischen gefunden. Die Silberspitzen-Mausohr überfliegt oft glatte Flächen in einer Höhe von wenigen Zentimetern um Beute mittels Echolokation zu detektieren und sie dann mit den Füssen zu fangen. Die Echolokationsrufe haben dabei eine Frequenz von 46 bis 75 kHz und eine Lautstärke von bis zu 111 dB.
Als Fressfeind wurde unter anderem der Schwefeltyrann beobachtet.

## Fortpflanzung
Die Weibchen des Silberspitzen-Mausohrs sind promisk und paaren sich mit mehreren Männchen. Männchen in Kolonien mit mehreren anderen Männchen haben entsprechend der erhöhten Spermienkonkurrenz größere Hoden als einzelne Männchen in einer Gruppe von Weibchen.
Das Silberspitzen-Mausohr wird bereits ab einem Alter von unter einem Jahr geschlechtsreif, wobei sich Weibchen schon mit 2 Monaten paaren. Weibchen bringen 2–3 Mal im Jahr nach einer Tragezeit von etwa 3 Monaten jeweils ein einziges Jungtier zur Welt. Die Tragezeit der zweiten und dritten Reproduktionssaison innerhalb eines Jahres kann jedoch kürzer sein.
Die Säugezeit beträgt etwa einen Monat. Während neugeborene Jungtiere sich komplett von Muttermilch ernähren, nimmt der Anteil an Insekten in der Nahrung mit dem Verlust der Milchzähne stetig zu, wobei Jungtieren ohne Milchzähne sich schlussendlich ausschließlich von Insekten ernähren.

## Verbreitung und Lebensraum
Die Verbreitung des Silberspitzen-Mausohrs reicht vom Süden Mexikos bis Bolivien. Ihr Bestand wird von der IUCN dank der weiten Verbreitung und relativen Toleranz gegenüber durch Menschen verursachter Störung als stabil und ungefährdet eingestuft.